# Железный дровосек мёртв
«Железный человек мёртв» (англ. «Tin Man Is Down») — первый эпизод третьего сезона американского драматического телесериала «Родина», и 25-й во всём сериале. Премьера состоялась на канале Showtime 29 сентября 2013 года.

## Сюжет
Кэрри (Клэр Дэйнс) вызвали для дачи показаний в Сенатском комитете по разведке США спустя 58 дней после атаки на штаб-квартиру ЦРУ. Сенатор Локхарт (Трейси Леттс) показывает памятку, которая предложила Броуди (Дэмиэн Льюис) иммунитет за помощь в убийстве или захвате Абу Назира. Кэрри указывает на то, что она не верит, что Броуди виновен или знал, что бомба была в его машине. На следующий день Локхарт спрашивает, где была Кэрри 14 часов спустя после атаки, когда в её заявлении утверждалось, что она была без сознания. Кэрри ссылается на Пятую поправку.
Дана (Морган Сэйлор) проводит месяц в больнице после того, как она вскрыла себе вены в ванной. Джессика Броуди (Морена Баккарин) испытывает финансовые трудности и начинает собеседования на работу. Отец Кэрри, Фрэнк (Джеймс Ребхорн), обнаруживает, что она перестала принимать литий. Мира (Сарита Чоудхури) вернулась из Мумбая, но она и Сол (Мэнди Патинкин) спят в разных спальнях, а их статус отношений остаётся неясным.
Атака на Лэнгли оставила кратер, и число погибших насчитывает 219. Иранского руководителя атаки, Маджида Джавади ("Фокусник"), не видели на публике с 1994 года. Шесть других членов, которые спланировали и осуществили атаку на Лэнгли, были выявлены и найдены ЦРУ. Взвесив свои варианты, Сол в итоге приказывает их одновременное убийство. Питер Куинн (Руперт Френд) в Каракасе, Венесуэла, где он решает не размещать бомбу в машину своей цели, увидев мальчика на заднем сиденье. Ему отдали приказ попытаться убить свою цель (код. имя "Железный дровосек"), проникнув в его резиденцию. Куинн стреляет и убивает цель, но также и случайно убивает мальчика. В других точках мира, пять других мишеней устранены.
Кэрри встречает мужчину при покупке алкоголя в магазине, и она спит с ним этой ночью. На следующий день она видит заголовок в газете, который гласит, что безымянный офицер ЦРУ спал с Броуди. Кэрри противостоит Солу и обвиняет его в утечке истории. Сола позже вызывают в Комитет разведки и просят прокомментировать статью. Сол не даёт имя, но говорит, что у агента биполярное расстройство и она скрыла это от её работодателей. Кэрри смотрит за показаниями Сола по телевизору и она растеряна.

## Производство
Сценарий к эпизод написали сосоздатель сериала Алекс Ганса и соисполнительный продюсер Барбара Холл, что стало её первым сценарием после присоединения к сценарному составу третьего сезона. Режиссёром стала соисполнительный продюсер Лесли Линка Глаттер.
Незаконченная версия эпизода утекла в BitTorrent 1 сентября 2013 года, получив около 100 000 загрузок за первые несколько часов. Дэмиэн Льюис позже обвинил в утечке "хакеров".
Отсылки (почести) к работе Джона Ле Карре, одна из которых в сценарной реплике, сказанной Даром Адалом (Ф. Мюррей Абрахам), в сцене в ресторане, Солу Беренсону (Мэнди Патинкин), "Мы прагматики. Мы приспосабливаемся. А не храним какое-то священное пламя", прямая интерполяция реплики, первоначально сказанной персонажем Оливером Лаконом, в «Людях Смайли». В другой сцене, Дана (Морган Сэйлор) ссылается на федеральных агентов, расположенных за пределами резиденции Броуди, как на "Нянек", ещё один придуманный Ле Карре термин, используемый в романе «Шпион, выйди вон!», ссылаясь на телохранителей разведывательной службы, призванных защищать коллег.
Окончательное число погибших из 219 отличается от 250 с лишним тел, выложенных рядами в большом зале, во время финальных минут "Выбора".
Это первый эпизод сериала, в котором не появились ни Дэмиэн Льюис в роли Николаса Броуди, ни Дэвид Хэрвуд в роли Дэвида Эстеса, поскольку первый является беглецом от правосудия, а последний умер в финале предыдущего сезона.

## Реакция

### Рейтинги
Поставленный в расписании бок-о-бок c финалом «Во все тяжких», оригинальный показ эпизода «Железный дровосек мёртв» привлёк 1.88 миллионов зрителей, показывая рост по сравнению с премьерным эпизодом предыдущего сезона.